# Léon Nollet
Pour les articles homonymes, voir Nollet.
Léon Nollet est un  ancien footballeur belge né le 17 avril 1932 à Wilrijk (Belgique) et décédé le 14 avril 2016.
Il a été milieu de terrain principalement au  R Beerschot AC dans les années 1950. 
Il a joué ensuite au Sporting de Charleroi puis au Cercle de Bruges.
Il a fait ensuite une carrière d'entraîneur, notamment au K Beerschot VAV, KAA La Gantoise et au Royal Antwerp FC.